# Carl Reichenbach
Carl Reichenbach (alemany: Karl von Reichenbach)  (Stuttgart, 12 de febrer de 1788 - Leipzig, 19 de gener de 1869) va ser un químic, geòleg, metalurgista, naturalista, industrial, filòsof, i membre de la prusiana Acadèmia de Ciències. s conegut sobretot pels seus descobriments de diversos productes químics d'importància econòmica, extrets del quitrà, com ara eupione, parafina cerosa, pittacal (el primer sintètic). tint) i fenol (un antisèptic). També va dedicar els seus darrers anys a investigar un camp d'energia no provat que combina electricitat, magnetisme i calor, emanant de tots els éssers vius, que va anomenar la força òdica.
Va obtenir el doctorat en la Universitat de Tubinga. Entre 1821 i 1834, va establir la primera empresa moderna de forja d'Alemanya, primerament a Villingen-Schwenningen, després a Hausach i finalment a Baden-Baden. Va establir també una planta a Moràvia.
Va descobrir diverses substàncies químiques, com la parafina el 1830 i la creosota el 1833. Va formular la hipòtesi de la Força Òdica (d'Odin), de la qual provindrien l'electricitat, el magnetisme i la calor.
Va dedicar els últims anys de la seva vida a investigar sobre l'existència d'aquesta força o energia primordial, a la qual va arribar a considerar també com a origen de la vida, acostant-se així a les concepcions del vitalisme.
És autor de Das Kreosot (1833), Geologische Mitteilungen aus Marhen (1834), Die Dynamide des Magnetismus (1840), Odisch-Magnetische Briefe (1852), Der sensitive Mensch und sein Verhalten zum Ode (1854), Odische Erweiterungen (1856), Köhierglaube und Afterwissenschaft (1856), Aphorismen über Sensibilität und Od (1866) i Die Odische Lohe (1867).